# 7264 Hirohatanaka
7264 Hirohatanaka este un asteroid din centura principală de asteroizi.

## Descriere
7264 Hirohatanaka este un asteroid din centura principală de asteroizi. A fost descoperit pe 26 martie 1995 la Nachi-Katsuura de Yoshisada Shimizu și Takeshi Urata. Asteroidul prezintă o orbită caracterizată de o semiaxă mare de 2,32 ua, o excentricitate de 0,17 și o înclinație de 1,3° în raport cu ecliptica.